# Oranî, Brodî
Oranî (în ucraineană Орани) este un sat în comuna Ponîkva din raionul Brodî, regiunea Liov, Ucraina.

## Demografie
Componența lingvistică a localității Oranî
     Ucraineană (98,85%)
     Rusă (1,15%)
Conform recensământului din 2001, majoritatea populației localității Oranî era vorbitoare de ucraineană (98,85%), existând în minoritate și vorbitori de rusă (1,15%).